# Francesco Pennisi
Francesco Pennisi (Acireale (Sicile) 11 février 1934 - Rome 8 octobre 2000) est un compositeur et auteur de pièces de théâtre italien. 
Il a étudié avec Robert W. Mann à Rome dans les années 1950. Son premier opéra est Sylvia simplex (ornitoscopia) dont la première exécution eut lieu au Palais Grassi de Venise pour la Biennale. Puis ce fut en 1982 Descrizione dell'isola Ferdinandea sur un livret de lui, puis en 1991 L'esequie della luna. Plusieurs des œuvres  vocales de Francesco Pennisi sont sur des textes en français. Pennisi a également créé des œuvres instrumentales.

## Œuvres

### Morceaux pour instrument soliste
- Afterthoughts, pour piano (1962)
- Due studi, pour clavecin (1963)
- Madame Rècamier, pour harpe (1978)
- Intermezzo, pour guitare (1979)
- Promenade, pour piano préparé (1980)
- Due piccole rapsodie, pour harpe (1982)
- Oh Lilibeo!, pour flûte en sol (1982)
- Canzone da sonare, pour piano (1983)
- In un foglio, pour piano (1983)
- Deragliamento, pour piano (1988)
- Piccolo labirinto, pour guitare (1989)
- Quasi cantabile, pour piano (1991)
- Di un quieto sonare, pour clavecin (2000)
- May be Blues, pour piano (2000)

### Musique de chambre
- Cinque pezzi infantili, pour piano à quatre mains (1950-1952)
- Invenzione, pour 3 clarinettes, célesta, cymbales (1963)
- Palermo, aprile, pour 18 instruments (1965)
- Quintetto in quattro parti, pour 5 exécutants (1965)
- Choralis cum figuris, pour groupe instrumental (1968)
- Mould, pour claviers et instruments de percussion (1968)
- Trio, pour flûte, cornet et contrebasse (1968)
- A tempo comodo, pour métronome et 2 à 4 exécutants avec divers instruments (1970)
- Note e paragrafi sull'Op., pour clavecin et  harpe (1971)
- Carteggio, pour flûte, violoncelle et clavecin (1974-1976)
- Scritto in margine, pour 2 violons et alto (1975)
- Hortus fragilis, pour 2 pianos, flûte, hautbois, clarinette, basson, cornet, guitare (1976)
- Nuit sans étoiles, pour clavecin, 2 violons et viole (1977)
- Notturnino, pour 3 guitares (1978)
- Movimento, pour quintette d'instruments à vent (1980)
- Acanthis, pour flûte et piano (1981
- La muse endormie, pour viole et piano préparé (1981)
- Sesto trio, pour flûte in sol, viole et harpe (1982)
- Due canzoni natalizie etnee, pour 11 instruments (1982-1983)
- Introduzione al grecale, pour flûte et harpe (1984)
- Pour Elettra, frammento pour quintette di fiati et instruments de percussion (1984)
- Alba, pour 4 guitares (1987)
- Tre pezzi, pour clarinette, viole et piano (1987-1990)
- Dal manoscritto Sloan, pour clavecin et harpe (1988)
- Méliès, pour flûte et guitare (1990)
- Piccolo campionario d'echi della Valrameau, pour 2 clavecins (1991)
- Duettino augurale nel segno della bilancia, pour flûte et violon (1992)
- Preludietto e coda sul nume Goffredo, pour flûte et clavecin ou piano (1994)
- Echi pour Aldo, pour piano à quatre mains (1995)
- Icaro a Capodimonte, pour guitare et quatuor à cordes (1995)
- Se appare il dubbio, pour flûte, clarinette, violoncelle, piano et percussions (1996)
- Étude-rapsodie, pour flûte, clarinette et piano (1997)
- Cartolina dall'ombra del faggio, pour huit instruments (1998)

### Musique symphonique
- La lune offensée, pour orchestre de chambre (1970-1971)
- Andante sostenuto, pour orchestre (1977)
- Fantasia, pour violoncelle et orchestre (1977)
- Duetto e orizzonte, pour flûte, guitare et orchestre (1978)
- Gläserner Tag, pour orchestre (1978)
- Capricci e cadenze, pour clavecin et orchestre (1979)
- La partenza di Tisias, pour viole et orchestre (1979)
- Memorie e varianti - Concerto per orchestra, (1980)
- Arioso mobile, pour flûte, piccolo et orchestre (1981)
- L'arrivo dell'unicorno, petit poème pour harpe et orchestre de chambre (1984-1985)
- Postilla pour Aldo Clementi, pour harpe et orchestre de chambre (1985)
- Eclisse a Fleri, pour flûte contralto, flûte basse et orchestre (1985)
- Intonazione pour foresta ariostea, pour trompette et orchestre (1989)
- Angelica in bosco, pour harpe et orchestre (1990)
- Una cartolina da Selim (Omaggio a Mozart), pour orchestre (1991)
- Scena, pour flûte et orchestre (1996)

### Œuvres vocales
- L'anima e i prestigi, pour contralto, 3 trombones et 2 percussions, texte de Lucio Piccolo (1962)
- Invenzione seconda, pour soprano, flûte,  saxophone soprano, trombone, harpe, 3 percussionnistes, contrebasse, texte de Eugenio Montale (1963)
- Fossile, pour voix d'homme et huit instruments (1966)
- A cantata on Melancholy, pour soprano et orchestre (1967)
- Serena, pour soprano, flûte, piano préparé, contrebasse, texte de N. D'Agostino (1973)
- Le vigne di Samaria, pour chœur et orchestre, sur des fragments bibliques (1974)
- Chanson de blois, pour soprano, guitare et piano (1977)
- Era la notte, pour voix de femme, clavecin et orchestre, texto de Torquato Tasso (1982)
- The garden, pour voix et clavecin ou piano, texte de Andrew Marvell (1984)
- Aci, il fiume, pour 2 soprani, baryton et orchestre de chambre, texte d'Ovide et de Luis de Góngora (1986)
- I mandolini e le guitare, pour soprano, flûte en sol, harpe et piano (1986)
- Purpureas Rosas, (madrigal), transcription pour 3 voix et quatuor de clarinettes (1986-1990)
- L'inganno della rete, pour soprano, flûte, guitare et harpe, texte de Lucio Piccolo (1988)
- Petite chanson de blois, pour soprano, guitare et piano, texte de Charles d'Orléans et François Villon (1988)
- Al precario sentiero, pour soprano et guitare, texte de l'auteur (1990)
- Sei versi del Foscolo da Sappho, pour voix et quatuor à cordes (1991)
- Silva Resonat, pour basse, clarinette et piano, texte de Virgile (1991)
- Due notturni, pour soprano, guitare et cordes, textes de Ugo Foscolo tirés de Sappho (1991-1992)
- The wild swans, pour soprano et 7 instruments, texte de William Butler Yeats (1992)
- Medea Dixit, pour soprano et 8 instruments, texte d'Ovide (1993)
- O lux beatissima, pour 2 soprani et orchestre de chambre, sur des textes sacrés (1994)
- Altro effetto di luna, pour voix et groupe instrumental, texte d'Eugenio Montale (1996)
- L'ape iblea, pour soprano, récitant et orchestre, texte de Vincenzo Consolo (1998)
- Congedo, pour chœur et orchestre sur des textes liturgiques (1999)
- Farfalle, pour soprano et 6 instruments, texte de Sebastiano Addamo (it) (2000)

### Œuvres théâtrales
- Sylvia Simplex - Ornitoscopia, scène pour un conférencier, projection, soprano et orchestre de chambre, texte de l'auteure (1971-1972)
- Descrizione dell'isola ferdinandea, opéra lyrique en sept tableaux, texte du compositeur tirés de Charles Baudelaire et Ferdinando Gravina di Palagonia (1982)
- Pour Agamennone, musiques de scène pour la tragédie d'Eschyle (1983)
- L'esequie della luna, œuvre sur texte de Roberto Andò tiré de Lucio Piccolo, Jean de la Croix, William Butler Yeats, Andrea Zanzotto (1991)
- Tristan, opéra en un acte, d'après la pièce Modelled on the Noth de Ezra Pound (1995)
- Nox erat, mélodrame sur des fragments du quatrième livre de l'Énéide de Virgile (2000)